# Zowaszen
Zowaszen – wieś w Armenii, w prowincji Kotajk. W 2011 roku liczyła 147 mieszkańców.